# Герхард фон Катценелнбоген
Герхард фон Катценелнбоген (нім. Gerhard von Katzenelnbogen; 1233/1234 —1280) — тимчасовий магістр Лівонського ордену в 1279 році. Не слід плутати з Герхардом, сином Еберхарда I фон Катценелнбогена з Молодшої гілки. Еберхард I був стриєчним братом магістра Лівонського ордену Герхарда фон Катценелнбогена.

## Біографія
Походив з роду імперських графів Катценелнбогенів з Середнього Рейну. Син Генріха IV, засновника гілки Катценелнбоген-Гогенштайн, та Дітхарди. Народився у замку Гогенштайн в Гессені. Про молоді роки нічого невідомо. Його родичі були тісно пов'язані з Орденом мечоносців та Тевтонським орденом. За невідомих обставин відправився до Лівонії.
Знано, що у 1279 році був впливовим лицарем Лівонського ордену. Того ж року призначено ландмаршалом Ордену та його тимчасовим очільником. Керував протягом декількох місяців, передавши управління Конраду фон Фейхтвангену. Залишався на посаді ландмаршала. 
У 1280 році на чолі загону захопив земгальську фортецю Доблен, де знищив 300 земгалів. У відповідь земгальський князь Намейсіс атакував Ригу, проте лівонці відбили напад. За відступаючим Намейсіс рушив Герхард фон Катценелнбоген, проте в Курляндії опинився у засідці, зазнав поразки й потрапив у полон, де незабаром помер.